# Amor et deliciae humani generis
La locuzione latina Amor et deliciae humani generis, tradotta letteralmente, significa amore e delizia del genere umano (Eutropio, Breviarium ab Urbe condita, VII.21).
È l'appellativo che venne attribuito dallo storico romano Svetonio all'imperatore Tito Vespasiano per la sua bontà e benevolenza nei confronti dei cittadini. Accorgendosi un giorno di non aver beneficato alcuno, confessò addolorato: Amici, hodie diem perdidi ("amici, oggi ho perso una giornata").